# Híbrido de oveja y cabra
Un híbrido de oveja y cabra (Ovis aries × Capra hircus) es la descendencia de una oveja y una cabra. Si bien las ovejas y las cabras son similares y pueden aparearse, pertenecen a diferentes géneros en la subfamilia Caprinae de la familia Bovidae. Las ovejas pertenecen al género Ovis y tienen 54 cromosomas, mientras que las cabras pertenecen al género Capra y tienen 60 cromosomas. La descendencia de una pareja de ovejas y cabras generalmente nace muerta. A pesar del pastoreo compartido generalizado de cabras y ovejas, los híbridos son muy raros, lo que demuestra la distancia genética entre las dos especies. No deben confundirse con la quimera oveja-cabra, que se crean artificialmente al combinar los embriones de una cabra y una oveja.

## Características
Existe una creencia de larga data en los híbridos de oveja y cabra, que presumiblemente se debe al parecido de los animales entre sí. Algunas variedades primitivas de ovejas pueden identificarse erróneamente como cabras. En Darwinism – An Exposition of the Theory of Natural Selection with Some of Its Applications (1889), Alfred Russel Wallace escribió:
[...] la siguiente declaración del Sr. Low: "Los pastores saben desde hace mucho tiempo, aunque cuestionados por los naturalistas, que la progenie del cruce entre la oveja y la cabra es fértil. Las razas de este mestizaje son numerosas en el norte de Europa". Parece que no se sabe nada de tales híbridos ni en Escandinavia ni en Italia; pero el profesor Giglioli de Florencia me ha dado amablemente algunas referencias útiles de obras en las que se describen. El siguiente extracto de su carta es muy interesante: "No necesito decirles que la existencia de tales híbridos ahora se acepta generalmente como un hecho. Buffon (Supplements, tom. iii. p. 7, 1756) obtuvo uno de esos híbridos en 1751 y ocho en 1752. Sanson (La Culture, vol. vi. p. 372, 1865) menciona un caso observado en los Vosgos, Francia. Geoff. San Hilario (Hist. Nat. Gen. de registro org. , vol. iii. pag. 163) fue el primero en mencionar, creo, que en diferentes partes de América del Sur el carnero se cruza más con la cabra que la oveja con el macho cabrío. Los conocidos 'pellones' de Chile son producidos por la segunda y tercera generación de tales híbridos (Gay, 'Hist, de Chile', vol. ip 466, Agricultura, 1862). Los híbridos criados a partir de cabras y ovejas se llaman 'chabin' en francés y 'cabruno' en español. En Chile, estos híbridos se denominan 'carneros lanudos'; su crianza inter se parece no siempre tener éxito, y con frecuencia se debe reiniciar el cruce original para obtener la proporción de tres octavos de macho cabrío y cinco octavos de oveja, o de tres octavos de carnero y cinco octavos de carnero. de cabra; siendo tales los reputados mejores híbridos".
Supuestamente, la mayoría de los híbridos de ovejas y cabras mueren como embriones. Los mamíferos machos híbridos suelen ser estériles, lo que demuestra un fenómeno conocido como la regla de Haldane. El fenómeno de Haldane puede aplicarse incluso cuando las especies parentales tienen el mismo número de cromosomas, como en la mayoría de los híbridos de felinos. A veces no se aplica cuando el número de cromosomas de la especie es diferente, como en los híbridos de caballos salvajes (número de cromosomas = 66) con caballos domésticos (número de cromosomas = 64). La fertilidad de las hembras híbridas tiende a disminuir con el aumento de la divergencia en la similitud cromosómica entre las especies progenitoras. Presumiblemente, esto se debe a problemas de desajuste durante la meiosis y la producción resultante de óvulos con complementos genéticos desequilibrados. Sin embargo, un híbrido macho-oveja nacido en 2014 murió por complicaciones relacionadas con el embarazo en 2018, lo que plantea la pregunta de si la combinación de padres y especies influye en la fertilidad híbrida.
El análisis del transcriptoma sanguíneo de un híbrido macho-oveja y sus padres reveló desviaciones significativas de los esquemas de impronta descritos anteriormente y una mayor contribución del genoma de la cabra a los genes expresados en la sangre del híbrido. Debido al genoma común, el híbrido macho-oveja comparte 870 genes comunes con la cabra materna y 368 genes con la oveja paterna.

## Casos presuntos y confirmados
En el Ministerio de Agricultura de Botswana en 2000, un carnero preñó a una cabra, lo que resultó en un macho vivo. Este híbrido tenía 57 cromosomas, por tanto intermedio entre ovejas (54) y cabras (60) y su aspecto también era intermedio entre las dos especies progenitoras. Tenía un pelaje exterior tosco, un pelaje interior lanoso, largas patas de cabra y un cuerpo pesado como de oveja. Aunque infértil, el híbrido tenía una libido muy activa, montando tanto ovejas como cabras incluso cuando no estaban en celo. Fue castrado cuando tenía 10 meses, al igual que los demás cabritos y corderos del rebaño.
Otro carnero fecundó a una cabra en Nueva Zelanda, lo que resultó en una camada mixta de cabritos y un híbrido hembra con 57 cromosomas. Posteriormente se demostró que el híbrido era fértil cuando se apareaba con un carnero.
En Francia, el apareamiento natural de una cabra con un carnero produjo un híbrido hembra con 57 cromosomas. Este animal se retrocruzó artificialmente en la facultad de veterinaria de Nantes con semen de un carnero, alumbrando una hembra muerta y un macho vivo con 54 cromosomas.
En marzo de 2014 nació un híbrido de un macho cabrío y una oveja en una granja cerca de Göttingen en Alemania. También en marzo de 2014, nació en Ballymore Eustace, Irlanda otro híbrido de macho cabrío y oveja.
Hubo un caso reportado de nacimientos vivos de gemelos híbridos en una granja en Irlanda en 2018.
En 2020 se notificó un caso de nacimiento vivo de un híbrido de oveja y cabra en una granja en Tábor en la República Checa. Su nombre era Barunka y tuvo complicaciones de salud después de nacer. Sus dueños no sabían si era cabra u oveja, ya que ni las cabras ni las ovejas la aceptaban. Tras una inspección más detallada, se descubrió que era un híbrido de oveja y cabra.
En mayo de 2021, nació un híbrido hembra de cabra y carnero saludable en una granja en el condado de Allen, Kentucky, EE. UU., a pesar de las complicaciones durante el parto. Su estado como híbrido fue confirmado por pruebas genéticas: tiene un cariotipo híbrido de 57, XX.

## Quimera oveja-cabra

### Historia
Una quimera oveja-cabra (a veces llamada geep en los medios populares de habla inglesa) es una quimera producida al combinar los embriones de una cabra y una oveja; el animal resultante tiene células de origen ovino y caprino. Una quimera oveja-cabra no debe confundirse con un híbrido oveja-cabra, que puede resultar cuando una cabra se aparea con una oveja. Las primeras quimeras de ovejas – cabras fueron creadas por investigadores del Instituto de Fisiología Animal de Cambridge, Inglaterra, combinando embriones de ovejas con embriones de cabras. Informaron sus resultados en 1984. Las quimeras exitosas fueron un mosaico de células y tejidos de cabra y oveja.

### Características
En una quimera, cada conjunto de células (línea germinal) conserva la identidad de su propia especie en lugar de ser de tipo intermedio entre las especies parentales. Debido a que la quimera contiene células de (al menos) dos embriones genéticamente diferentes, y cada uno de ellos surgió de la fertilización de un óvulo por un espermatozoide, tiene (al menos) cuatro padres genéticos. En cambio, un híbrido tiene sólo dos. Aunque las células individuales en las quimeras entre especies pertenecen en su totalidad a una de las especies componentes, su comportamiento está influenciado por el entorno en el que se encuentran. Las quimeras oveja-cabra han dado varias demostraciones de esto. La más evidente era que las zonas lanosas de su vellón, mechones de lana de cabra (tipo angora) crecían entremezclados con lana de oveja ordinaria, aunque la raza de cabra utilizada en los experimentos no presentaba lana alguna.[cita requerida]
Las quimeras ovino – caprina, como regla general, pueden asumirse como fértiles, con las reservas que se aplican a las quimeras en general (lo que nuevamente refleja que los embriones progenitores pueden haber sido de diferente sexo, por lo que el animal, además de ser una quimera, puede también ser intersexual). Pero de acuerdo con la naturaleza de mosaico (en oposición a la híbrida) de la quimera entre especies, cualquier espermatozoide u óvulo que produzca debe ser de la variedad pura de oveja o de cabra pura. Se desconoce si, de hecho, las células germinales viables de ambas especies pueden ser, o han sido producidas dentro del mismo individuo.[cita requerida]
El término shoat se usa a veces para híbridos de ovejas – cabras y quimeras, pero ese término significa más convencionalmente un lechón joven.[cita requerida]